# Anton Efremov
Anton Artyomovich Efremov (ruso: Антон Артёмович Ефремов; Nizhni Nóvgorod, 11 de junio de 2003) es un futbolista ruso que juega como defensa central en el Sestao River de la Primera Federación cedido por el Villarreal CF.

## Trayectoria
Anton se forma en el DYuTs Sormovo del Distrito de Sórmovski, club subsidiario del FC Volga. Allí, su entrenador por 3 temporadas fue el español José Luis Lorenzo Ortega, quien envió informes al Villarreal CF donde reportaba la calidad del jugador.A pesar de ello, el FC Lokomotiv Moscú se movió más rápido y firmó a Efremov, donde jugaría por tres temporadas.
En la campaña 2019-20, en su primer año como juvenil, llega al Villarreal CF entrenando con el Juvenil "A" pero sería incapaz de debutar en liga debido a demoras burocráticas con su visa en España. Esto hartó al jugador, que regresó a Rusia para jugar en el FC Chertanovo Moscú donde pudo debutar en la Liga Nacional de Fútbol de Rusia el 17 de octubre de 2020 en un encuentro frente al FC Veles Moscú con 17 años de edad.
En julio de 2021 el Villarreal CF decide realizar cualquier esfuerzo para firmar a Anton, fichándolo en propiedad con contrato profesional hasta 2024 para jugar en el equipo C.

## Clubes
Actualizado al último partido disputado el 28 de septiembre de 2024.
| Club                  | País   | Año       | Partidos | Goles |
| --------------------- | ------ | --------- | -------- | ----- |
| Chertanovo Reservas   | Rusia  | 2020-2021 | 11       | 2     |
| FC Chertanovo Moscú   | Rusia  | 2020-2021 | 1        | 0     |
| C. D. Roda (Juvenil)  | España | 2021-2022 | 16       | 1     |
| Villarreal CF "C"     | España | 2022-2024 | 42       | 0     |
| Villarreal CF "B"     | España | 2024-act. | 0        | 0     |
| Sestao River (cedido) | España | 2024-act. | 7        | 0     |